# 芦別ダム
芦別ダム（あしべつダム）は、北海道芦別市（空知総合振興局）、一級河川・石狩川水系芦別川に建設されたダムである。
国土交通省北海道開発局札幌開発建設部が管理する国土交通省直轄ダムで、堤高22.8メートルの重力式コンクリートダム。幾春別川総合開発事業の一環として建設された桂沢ダム（幾春別川）に導水する目的で建設されたダムであり、国土交通省直轄ダムとしては珍しい治水機能を持たない多目的ダムである。ダムによって出来た人造湖は芦別湖（あしべつこ）と呼ばれる。

## 沿革
戦後、石狩川水系における総合開発計画の第1弾として建設省（現・国土交通省北海道開発局石狩川開発建設部）により「幾春別川・芦別川総合開発事業」が立案され、幾春別川に桂沢ダム、芦別川に芦別ダムを建設して治水・利水を図ろうとした。これと並行し電源開発株式会社が北海道における本格的な発電事業に乗り出し、幾春別川・芦別川を開発地点の一つにした。この為、桂沢・芦別両ダムは国土交通省と電源開発の共同事業として現在に至っている。
ダムは石狩川水系における国土交通省直轄ダムの中では最も小規模なダムである。灌漑・上水道・発電が目的の利水専用多目的ダムで、洪水調節機能を持たない国土交通省のダムとしては奈良県の猿谷ダム（熊野川）とこのダムしかない。発電に関しては桂沢ダム・キムンダム（取水堰堤）と総合的に運用し、連携して発電を行っている。

## 芦別湖
芦別ダムによって出来た人造湖・「芦別湖」は、原生林に囲まれ静かに佇んでいる。だが、近年芦別湖の堆砂が問題になっている。ダム湖の堆砂は（堆砂容量／総貯水容量）で計算される。日本で堆砂が進行しているダムは天竜川・黒部川等中央構造線付近に建設されたダムに集中しており、上位10ダムは発電専用ダムである。発電専用の場合は取水に支障が無ければ堆砂は問題にしないが、治水が目的のダムである場合、堆砂は治水機能に支障を生じ問題になる。芦別ダムの堆砂率は79.8％と多目的ダムの中では最も高い。洪水調節機能を有していないが目的はあくまで桂沢ダムへの導水である為、発電専用ダムと同様堆砂による問題は無いと考えられている。